# Norwegischer Fußballpokal der Männer 2017
Der norwegische Fußballpokal 2017 (kurz auch NM-Cup 2017 genannt) war die 112. Austragung des Fußballpokalwettbewerbs der Männer. Der Wettbewerb begann mit zwei Qualifikationsrunden am 29. März und 4. April und endete am 3. Dezember mit dem Finale. Pokalsieger wurde der Lillestrøm SK. Titelverteidiger war der Molde FK.
Der Pokalsieger erhielt das Startrecht in der 2. Qualifikationsrunde der UEFA Europa League 2018/19.

## Modus und Kalender
Der Wettbewerb begann im März mit der ersten Qualifikationsrunde. An dieser durften alle Vereine der vierten und fünften Spielklasse des norwegischen Fußballverbandes Norges Fotballforbund (NFF) teilnehmen, die ein bestimmtes Leistungsniveau hatten und ein angemessenes Spielfeld besaßen. Die 96 Gewinner spielten im April in einer zweiten Qualifikationsrunde gegeneinander um die Teilnehmer an den Hauptrunden.
Zu den 48 Gewinnern der Qualifikation stießen in der ersten Hauptrunde die 80 Vereine der drei höchsten norwegischen Spielklassen: der Tippeligaen, der 1. Division und der Oddsenligaen. Es folgten noch drei weitere Hauptrunden, das Viertelfinale, das Halbfinale und schließlich im Dezember das Finale. Das Finalspiel findet seit 1948 im Osloer Ullevaal-Stadion statt.
| Runde                  | Datum                      | Spiele | Vereine   | Neueinstiege |
| ---------------------- | -------------------------- | ------ | --------- | ------------ |
| 1. Qualifikationsrunde | 29. März 2017              | 96     | 272 → 176 | 192          |
| 2. Qualifikationsrunde | 4. April 2017              | 48     | 176 → 128 | –            |
| 1. Runde               | 28. bis 27. April 2017     | 64     | 128 → 64  | 80           |
| 2. Runde               | 24. Mai 2017               | 32     | 64 → 32   | –            |
| 3. Runde               | 31. Mai 2017               | 16     | 32 → 16   | –            |
| 4. Runde               | 9. August 2017             | 8      | 16 → 8    | –            |
| Viertelfinale          | 27. August 2017            | 4      | 8 → 4     | –            |
| Halbfinale             | 20. bis 21. September 2017 | 2      | 4 → 2     | –            |
| Finale                 | 3. Dezember 2017           | 1      | 2 → 1     | –            |

## 1. Runde
| Datum      |                    | Ergebnis              |                      |
| ---------- | ------------------ | --------------------- | -------------------- |
| 15.04.2017 | Løten FK           | 0:4                   | Kongsvinger IL       |
|            | Tynset IF          | 3:1                   | Orkla FK             |
| 17.04.2017 | Steinkjer FK       | 1:3                   | Levanger FK          |
|            | FK Tønsberg        | 3:5 n. V.             | Arendal Fotball      |
|            | Halsen IF          | 1:2 n. V.             | Notodden FK          |
|            | Os TF              | 1:4                   | Nest-Sotra Fotball   |
|            | Lyngen/Karnes IL   | 0:2                   | Tromsdalen UIL       |
|            | Strindheim IL      | 0:2                   | Rosenborg Trondheim  |
|            | Kråkerøy IF        | 1:0                   | Fredrikstad FK       |
|            | IL Trott           | 0:4                   | Åsane Fotball        |
|            | Flekkefjord FK     | 2:0                   | Vindbjart FK         |
|            | IL Bjarg           | 0:1                   | Fana IL              |
|            | Kjelsås Fotball    | 4:0                   | Frigg Oslo FK        |
|            | Lura IL            | 1:4 n. V.             | Sandnes Ulf          |
|            | Sola FK            | 1:4                   | SK Vard Haugesund    |
|            | Tillerbyen FK      | 1:2                   | Byåsen Toppfotball   |
|            | Moss FK            | 3:2 n. V.             | SK Sprint-Jeløy      |
|            | SK Træff           | 1:2 n. V.             | Ranheim Fotball      |
|            | FK Gjøvik Lyn      | 0:4                   | Brumunddal Fotball   |
|            | Grorud IL          | 4:1                   | Follo Fotball        |
|            | Riska FK           | 1:4                   | Viking Stavanger     |
|            | Ham-Kam            | 2:2 n. V. (4:5 i. E.) | Nybergsund IL-Trysil |
|            | Flisa IL           | 0:6                   | Elverum Fotball      |
|            | Volda TI           | 2:3                   | Molde FK             |
|            | Staal Jørpeland IL | 0:2                   | Egersunds IK         |
|            | Holmlia SK         | 0:9                   | Stabæk Fotball       |
|            | IL Hei             | 00:10                 | Odds BK              |
|            | Kvik Halden FK     | 4:1                   | Østsiden IL          |
|            | Harstad IL         | 0:1 n. V.             | Sortland IL          |
|            | Stord IL           | 0:1                   | Lysekloster IL       |
|            | Bjørnevatn IL      | 0:5                   | Tromsø IL            |
|            | Vestfossen IF      | 2:3 n. V.             | Mjøndalen IF         |
|            | Åssiden IF         | 1:3                   | Strømsgodset IF      |
|            | Skedsmo FK         | 1:4                   | Ullensaker/Kisa IL   |
|            | Holmen IF          | 2:3 n. V.             | Asker Fotball        |
|            | Brattvåg IL        | 0:3                   | Kristiansund BK      |
|            | Drøbak/Frogn IL    | 01:10                 | Sarpsborg 08 FF      |
|            | Lørenskog IF       | 1:5                   | Strømmen IF          |
|            | FK Donn            | 0:2                   | FK Jerv              |
|            | Randesund IL       | 1:5                   | Start Kristiansand   |
|            | IL Flint           | 1:2                   | Sandefjord Fotball   |
|            | Skjetten SK        | 0:2                   | Lillestrøm SK        |
|            | Redalen IL         | 1:5                   | Raufoss IL           |
|            | FK Fauske/Sprint   | 0:7                   | FK Bodø/Glimt        |
|            | FK Fyllingsdalen   | 2:1                   | Sotra FK             |
|            | FK Ørn-Horten      | 2:0                   | Hønefoss BK          |
|            | Austevoll IK       | 0:7                   | Brann Bergen         |
|            | Ullern IF          | 1:3                   | KFUM Oslo            |
|            | Mo IL              | 2:3 n. V.             | Mosjøen IL           |
|            | Bryne FK           | 4:0                   | IL Brodd             |
|            | Alta IF            | 5:1                   | FK Senja             |
|            | Fjøra FK           | 1:6                   | Sogndal Fotball      |
|            | FK Mjølner         | 2:3 n. V.             | Finnsnes IL          |
|            | SK Herd            | 3:5 n. V.             | Aalesunds FK         |
|            | IL Hødd            | 4:1                   | Spjelkjavik IL       |
|            | Kolstad Fotball    | 3:4                   | Verdal IL            |
|            | Gran IL            | 0:8                   | Vålerenga Oslo       |
|            | IF Fløya           | 4:3                   | Salangen IF          |
| 27.04.2017 | FK Vidar           | 0:3                   | FK Haugesund         |
|            | Skeid Oslo         | 2:1                   | Lyn Oslo             |
|            | IL Stjørdals-Blink | 2:0                   | Nardo FK             |
|            | Pors Grenland      | 2:0                   | Fram Larvik          |
|            | Førde IL           | 0:2                   | Florø SK             |
|            | Bærum SK           | 1:0                   | Oppsal IF            |

## 2. Runde
| Datum      |                      | Ergebnis              |                     |
| ---------- | -------------------- | --------------------- | ------------------- |
| 24.05.2017 | Flekkefjord FK       | 4:3                   | Start Kristiansand  |
|            | FK Jerv              | 2:1                   | Bryne FK            |
|            | Byåsen Toppfotball   | 0:2                   | Aalesunds FK        |
|            | Ranheim Fotball      | 3:1                   | IL Stjørdals-Blink  |
|            | IL Hødd              | 1:2                   | Molde FK            |
|            | Mosjøen IL           | 0:5                   | Levanger FK         |
|            | Sortland IL          | 1:3                   | FK Bodø/Glimt       |
|            | Verdal IL            | 0:4                   | Kristiansund BK     |
|            | SK Vard Haugesund    | 0:6                   | FK Haugesund        |
|            | Lysekloster IL       | 0:2                   | Brann Bergen        |
|            | Åsane Fotball        | 1:0                   | FK Fyllingsdalen    |
|            | Nest-Sotra Fotball   | 2:0                   | Sandnes Ulf         |
|            | Florø SK             | 5:1                   | Fana IL             |
|            | IF Fløya             | 5:3 n. V.             | Tromsdalen UIL      |
|            | Finnsnes IL          | 0:2                   | Tromsø IL           |
|            | Ullensaker/Kisa IL   | 2:0                   | Alta IF             |
|            | Brumunddal Fotball   | 1:3                   | Lillestrøm SK       |
|            | Raufoss IL           | 0:2                   | Sogndal Fotball     |
|            | Strømmen IF          | 0:1                   | Kjelsås Fotball     |
|            | Kråkerøy IF          | 2:2 n. V. (2:3 i. E.) | Vålerenga Oslo      |
|            | Moss FK              | 1:3                   | Sarpsborg 08 FF     |
|            | Grorud IL            | 0:1                   | Elverum Fotball     |
|            | Skeid Oslo           | 2:4 n. V.             | Strømsgodset IF     |
|            | FK Ørn-Horten        | 3:1                   | Sandefjord Fotball  |
|            | Pors Grenland        | 1:3                   | Odds BK             |
|            | Mjøndalen IF         | 3:1 n. V.             | Kvik Halden FK      |
|            | KFUM Oslo            | 4:0                   | Bærum SK            |
|            | Tynset IF            | 1:9                   | Rosenborg Trondheim |
| 25.05.2017 | Egersunds IK         | 3:1                   | Viking Stavanger    |
|            | Arendal Fotball      | 1:2                   | Notodden FK         |
|            | Nybergsund IL-Trysil | 0:1                   | Kongsvinger IL      |
|            | Asker Fotball        | 0:5                   | Stabæk Fotball      |

## 3. Runde
| Datum      |                    | Ergebnis              |                     |
| ---------- | ------------------ | --------------------- | ------------------- |
| 31.05.2017 | FK Bodø/Glimt      | 2:2 n. V. (6:7 i. E.) | Elverum Fotball     |
|            | Notodden FK        | 1:4 n. V.             | Stabæk Fotball      |
|            | Kjelsås Fotball    | 0:1                   | Aalesunds FK        |
|            | IF Fløya           | 1:3                   | Tromsø IL           |
|            | Ranheim Fotball    | 0:2                   | Kristiansund BK     |
|            | Florø SK           | 2:1                   | Sogndal Fotball     |
|            | Egersunds IK       | 1:2 n. V.             | FK Haugesund        |
|            | Ullensaker/Kisa IL | 2:4                   | Lillestrøm SK       |
|            | Levanger FK        | 2:4                   | Rosenborg Trondheim |
|            | Nest-Sotra Fotball | 0:2                   | Brann Bergen        |
|            | FK Ørn-Horten      | 0:1 n. V.             | Vålerenga Oslo      |
|            | Kongsvinger IL     | 0:4                   | Sarpsborg 08 FF     |
|            | Flekkerøy IL       | 0:3                   | Odds BK             |
| 01.06.2017 | KFUM Oslo          | 1:2                   | Molde FK            |
|            | Mjøndalen IF       | 2:1                   | Strømsgodset IF     |
| 21.06.2017 | FK Jerv            | 2:1                   | Åsane Fotball       |

## Achtelfinale
| Datum      |                 | Ergebnis |                     |
| ---------- | --------------- | -------- | ------------------- |
| 09.08.2017 | FK Haugesund    | 0:2      | Molde FK            |
|            | Kristiansund BK | 1:0      | Florø SK            |
|            | Lillestrøm SK   | 1:0      | Tromsø IL           |
|            | FK Jerv         | 1:2      | Rosenborg Trondheim |
|            | Sarpsborg 08 FF | 4:0      | Odds BK             |
|            | Mjøndalen IF    | 1:0      | Brann Bergen        |
| 10.08.2017 | Stabæk Fotball  | 3:0      | Aalesunds FK        |
|            | Vålerenga Oslo  | 1:0      | Elverum Fotball     |

## Viertelfinale
| Datum      |                     | Ergebnis |                 |
| ---------- | ------------------- | -------- | --------------- |
| 26.08.2017 | Mjøndalen IF        | 1:2      | Sarpsborg 08 FF |
|            | Lillestrøm SK       | 3:1      | Stabæk Fotball  |
| 27.08.2017 | Molde FK            | 2:1      | Kristiansund BK |
|            | Rosenborg Trondheim | 1:2      | Vålerenga Oslo  |

## Halbfinale
| Datum      |                | Ergebnis |                 |
| ---------- | -------------- | -------- | --------------- |
| 20.09.2017 | Vålerenga Oslo | 0:3      | Sarpsborg 08 FF |
| 21.09.2017 | Molde FK       | 0:3      | Lillestrøm SK   |

## Finale
| Lillestrøm SK                                                | Lillestrøm SK | Sarpsborg 08 FF | Sarpsborg 08 FF |
| ------------------------------------------------------------ | --- | --- | --------------- |
| Lillestrøm SK                                                | \| Finale \| \| 3. Dezember 2017 um 13:15 Uhr MEZ in Oslo (Ullevaal-Stadion) \| \| Ergebnis: 3:2 (2:1) \| \| Zuschauer: 25.091 \| \| Schiedsrichter: Ola Hobber Nilsen \| \| Spielbericht \| | \| Finale \| \| 3. Dezember 2017 um 13:15 Uhr MEZ in Oslo (Ullevaal-Stadion) \| \| Ergebnis: 3:2 (2:1) \| \| Zuschauer: 25.091 \| \| Schiedsrichter: Ola Hobber Nilsen \| \| Spielbericht \|                                         | Sarpsborg 08 FF |
| Lillestrøm SK                                                | Arnold Origi Otieno – Mats Haakenstad, Marius Amundsen, Frode Kippe , Simen Rafn – Aleksander Melgalvis (83. Erik Næsbak Brenden), Fredrik Krogstad, Ifeanyi Mathew, Simen Kind Mikalsen – Chigozie Udoji (89. Stefan Antonijevic), Erling Knudtzon (90. Marco Tagbajumi) Cheftrainer: Arne Erlandsen | Anders Kristiansen – Amin Askar, Joackim Jørgensen, Sigurd Rosted, Joachim Thomassen – Ole Jørgen Halvorsen, Matti Lund Nielsen, Nicolai Poulsen, Kristoffer Zachariassen – Krépin Diatta, Patrick Mortensen Cheftrainer: Geir Bakke | Sarpsborg 08 FF |
| Lillestrøm SK                                                | 1:0 Simen Kind Mikalsen (2.) 2:0 Mats Haakenstad (12.) 3:1 Frode Kippe (59.) | 2:1 Patrick Mortensen (17.) 3:2 Frode Kippe (64., Eigentor) | Sarpsborg 08 FF |
| Lillestrøm SK                                                | Chigozie Udoji (89.) | Joackim Jørgensen (68.) | Sarpsborg 08 FF |
| Finale                                                       | | |                 |
| 3. Dezember 2017 um 13:15 Uhr MEZ in Oslo (Ullevaal-Stadion) | | |                 |
| Ergebnis: 3:2 (2:1)                                          | | |                 |
| Zuschauer: 25.091                                            | | |                 |
| Schiedsrichter: Ola Hobber Nilsen                            | | |                 |
| Spielbericht                                                 | | |                 |